# Complexe sportif Moulay-Abdallah
Pour les articles homonymes, voir Moulay Abdallah.
 (mars 2025).
Si vous disposez d'ouvrages ou d'articles de référence ou si vous connaissez des sites web de qualité traitant du thème abordé ici, merci de compléter l'article en donnant les références utiles à sa vérifiabilité et en les liant à la section « Notes et références ».
Le Stade Moulay-Abdallah (en arabe : ملعب الامير مولاي عبد الله, amazigh: ⴰⵙⴰⵔⵉⵔ ⵏ ⵓⴳⴻⵍⵍⵉⴷ ⵎⵓⵍⴰⵢ ⵄⴰⴱⴷ ⵍⵍⴰⵀ) est un stade de football prévu pour 2025, situé à sept kilomètres du centre de Rabat, près de l'autoroute Rabat - Casablanca. Il doit son nom au prince Moulay Abdellah du Maroc.
Il fait partie du Complexe sportif Moulay-Abdellah qui comporte le Stade olympique de Rabat, la Salle Moulay-Abdellah et une piscine olympique. Appartenant à la Communauté urbaine de Rabat et administré par SONARGES, il est le principal stade de l'équipe marocaine de football. Avec 68.700 places, il sera le deuxième plus grand stade du Maroc, après le Stade Ibn-Batouta.
Le stade accueillera l'ouverture et la finale de la Coupe d'Afrique des Nations 2025 et la Coupe du Monde 2030, alors que le Meeting international Mohammed-VI d'athlétisme sera désormais organisé annuellement au stade olympique.

## Histoire
En 2000, le stade a connu une rénovation majeure qui a consisté, entre autres, en l'installation de nouveaux sièges. En 2014, le complexe a connu une rénovation de grande envergure à l'occasion de la Coupe du monde des clubs 2014. Elle a consisté à la mise à niveau des vestiaires et des points médias, la création de deux suites VIP, l'installation de 80 portières électriques pour accéder au stade, la rénovation des sièges et l'installation d'une nouvelle pelouse. 
Ce stade entrait dans la candidature du Maroc pour l'organisation de la coupe du monde de football 2006 et de 2010. Il a déjà accueilli la CAN 1988 disputée au Maroc.

## Caractéristiques architecturales

### Capacité

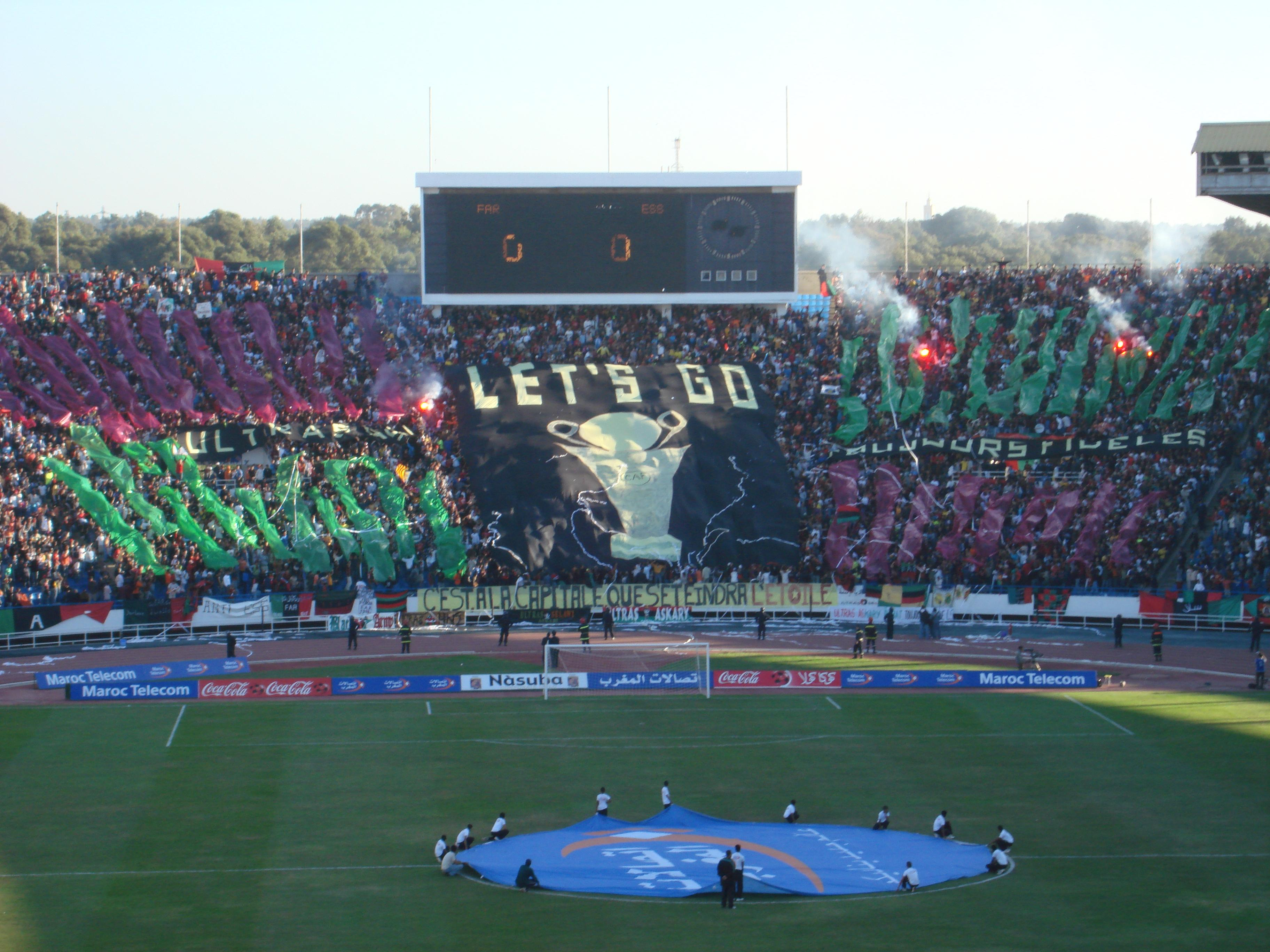
Tifo des supporters des FAR en 2006.

Le complexe a été composé d'un stade de football et d'une salle omnisports de 10 000 places ainsi qu'une piscine olympique et une salle de gym. Le stade de football était le plus grand stade au Maroc, et hébergé souvent les matchs de l'équipe nationale Marocaine de Football.
Sa configuration et sa capacité totale était de 45 800 places assises individuelles numérotées dont 10 000 places couvertes, 1 500 places assises individuelles et numérotées, pour les VIP et Officiels, 5 000 places assises et individuelles pour les médias et 150 places pour handicapés.
En 2023, le stade est démoli pour la rénovation pour ouvrir ses portes en 2025 pour la Coupe d'Afrique des nations de football 2025 et la Coupe du monde de football 2030, le stade a augmenté sa capacité de 52.000 spectateurs à 68.500 spectateurs et le piste d'athlétisme est supprimé.

### Médias
Pour les médias, avait une:
- Salle de presse de 600 m² et de nombreux locaux complémentaires disponibles
- Salle d’interviews au rez-de-chaussée de 30 m²
- Zone mixte dans le stade : 600 m²

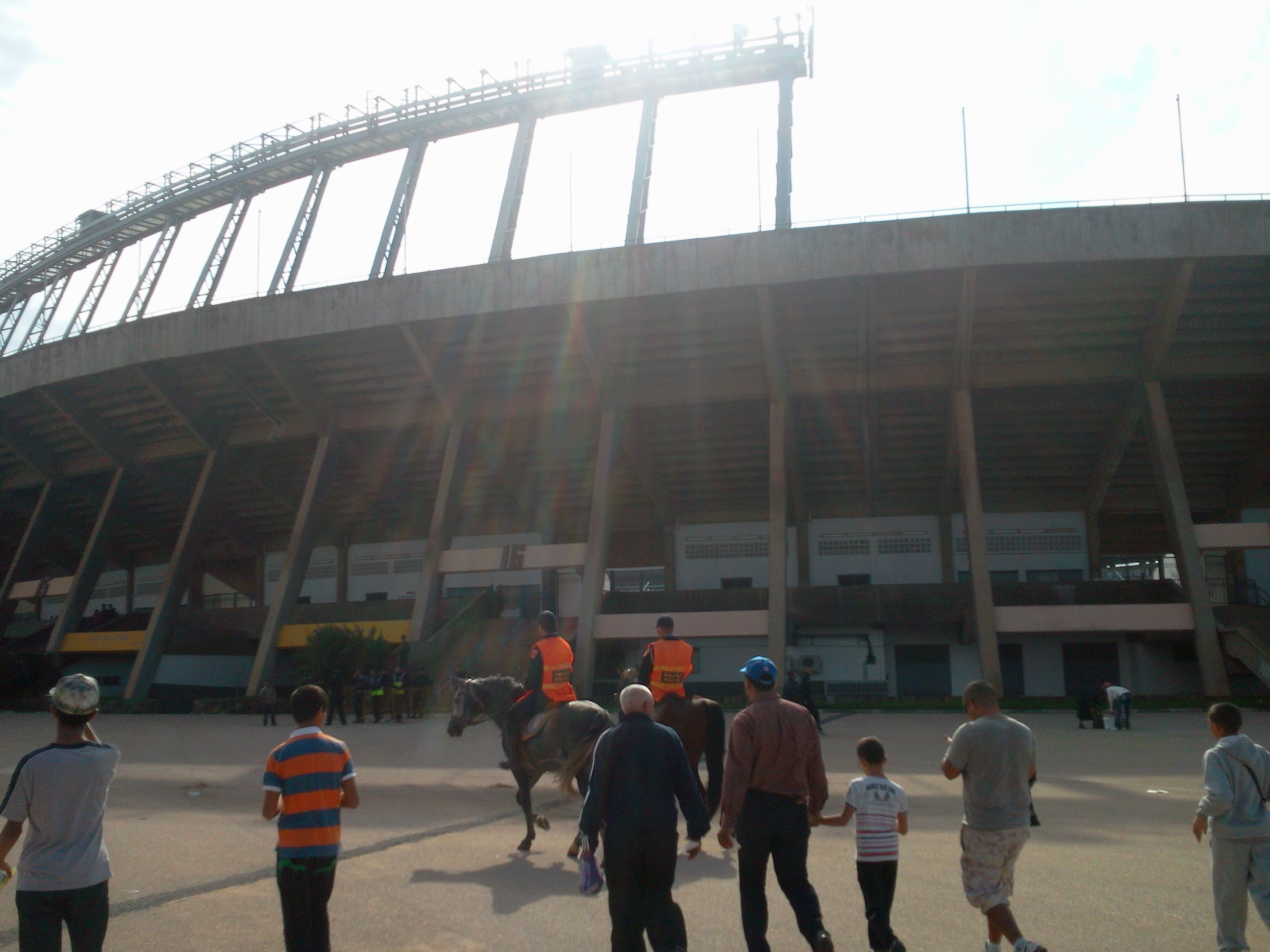
Vue d'extérieur du stade en 2012, à l'occasion d'un match entre le FAR Rabat et l'AS Salé

### Football
- Coupe des clubs champions africains 1985
  -  AS FAR 5 - 2  AS Bilima, Finale aller le 30 novembre 1985
- Coupe de la confédération 2005
  -  AS FAR 3 - 0  Dolphin FC, Finale Retour le 19 novembre 2005
- Coupe du monde des clubs de la FIFA 2014 :
  -  Moghreb de Tétouan 3 - 4 (Tirs au but)  Auckland City FC, match de barrage le 10 décembre 2014
  -  Entente de Sétif 0 - 1  Auckland City FC, 1er match des quarts de finale le 13 décembre 2014
  -  CD Cruz Azul 3 - 1 (a.p.)  Western Sydney Wanderers, 2e match des quarts de finale le 13 décembre 2014
- Coupe d'Afrique des nations féminine 2022 :
  -  Maroc 1 - 0  Burkina Faso, phase de poules le 2 juillet 2022
  -  Maroc 3 - 1  Ouganda, phase de poules le 5 juillet 2022
  -  Maroc 1 - 0  Sénégal, phase de poules le 8 juillet 2022
  -  Maroc 2 - 1  Botswana, quarts de finale le 13 juillet 2022
  -  Maroc 1 - 1 (5 - 4)  Nigeria, demi-finales le 18 juillet 2022
  -  Maroc 1 - 2  Afrique du Sud, finale le 23 juillet 2022
- Ligue des champions féminine de la CAF 2022 :
  -  AS FAR 4 - 0  Mamelodi Sundowns
- Coupe du monde des clubs de la FIFA 2022 :
- Wydad AC 1-1  Al-Hilal FC (3-5), 1re match des quarts de finale le 4 février 2023
- Al Ahly SC 1-4  Real Madrid, demi-finale le 8 février 2023
- Real Madrid 5-3  Al-Hilal FC, finale le 11 février 2023

### Athlétisme
- Meeting international Mohammed-VI
- Jeux africains de 2019